# Mikalaj Dudkin
Mikalaj Dudkin (belarussisch Мікалай Дудкін, engl. Transkription Mikalay Dudkin, russisch Николай Дудкин – Nikolai Dudkin – Nikolay Dudkin; * 5. Juli 1947 in Minsk) ist ein ehemaliger belarussischer Dreispringer, der für die Sowjetunion startete.
1966 kam er bei den Europameisterschaften in Budapest auf den 16. Platz und gewann Silber bei den Europäischen Juniorenspielen in Odessa.
1968 siegte er bei den Europäischen Hallenspielen in Madrid und wurde Fünfter bei den Olympischen Spielen in Mexiko-Stadt mit windunterstützten 17,09 m. Im Jahr darauf verteidigte er seinen Titel bei den Europäischen Hallenspielen 1969 in Belgrad und wurde Fünfter bei den Europameisterschaften in Athen.
1970 wurde er bei den Halleneuropameisterschaften in Wien Neunter und gewann Silber bei der Universiade. Bei den Halleneuropameisterschaften 1973 in Rotterdam kam er auf den sechsten Platz.
1967 wurde er Sowjetischer Meister.

## Persönliche Bestleistungen
- Dreisprung: 17,01 m, 26. Juli 1970, Moskau
  - Halle: 16,86 m, 27. Februar 1969, Moskau (ehemaliger Hallenweltrekord)